# Master of Fine Arts
Un Master of Fine Arts o Màster de Belles Arts és un postgrau en una àrea de les arts visuals o plàstiques, literàries i escèniques que s'atorga als Estats Units i al Regne Unit. Típicament requereix un període d'estudi de dos a tres anys posterior a la llicenciatura. Primordialment, el curs és de naturalesa aplicada i el programa normalment acaba en una presentació o obra important.